# دراسات التصميم
يمكن أن تشير دراسات التصميم إلى أي دراسات موجهة نحو التصميم ولكنها رسميًا عبارة عن تخصص أكاديمي أو مجال دراسة يسعى، من خلال أساليب الاستقصاء النظرية والعملية، إلى فهم نقدي لممارسة التصميم وتأثيراتها في المجتمع.